# Tragedia de Valley Parade
La tragedia de Valley Parade fue una serie de sucesos acontecidos el 11 de mayo de 1985 en el Estadio de Valley Parade en Bradford, Inglaterra, en el que murieron 56 personas y 265 resultaron heridas debido al incendio de una de las tribunas. Todo ocurrió durante la celebración de un encuentro de la Football League Third Division, tercera categoría del fútbol inglés, entre el Bradford City y el Lincoln City. Dos semanas después, el 29 de mayo, sucedía la tragedia de Heysel (39 muertos) en la final de la Liga de Campeones de Europa entre el Liverpool y la Juventus de Turín.

## La tragedia
El 11 de mayo de 1985 en el Estadio de Valley Parade se disputaba el último partido de liga entre el Bradford City, el cual celebraba su ascenso a la Second Division, y el Lincoln City, cuando poco antes del final de la primera parte (hacia las 15.44 h) se originó un incendio en la tribuna principal, la cual databa del año 1908. El árbitro Don Shaw avisado por uno de sus líneas suspendió el partido tres minutos antes del descanso; tras esta medida la mayor parte de los espectadores saltaron al terreno de juego para ponerse a salvo. Aquellos que decidieron escapar por los tornos de entrada quedaron atrapados en el infierno, debido a que las puertas habían sido cerradas para evitar que los espectadores entraran sin pagar. Las investigaciones posteriores determinaron que la causa del incendio había sido un cigarro o una cerilla mal apagados, que junto con los restos de basura acumulados durante años bajo los asientos y la madera de las gradas produjeron un efecto devastador. En tan sólo cuatro minutos el fuego se extendió por toda la grada provocando su caída.

## Consecuencias
A resultas del incendio y la consiguiente tragedia las autoridades británicas decidieron la aplicación de una nueva legislación que combatiera la inseguridad y los actos vandálicos en los recintos deportivos (especialmente tras la Tragedia de Heysel, sucedida dos semanas después y por la que la UEFA sancionó a los clubes ingleses sin poder disputar competiciones europeas durante varios años); aunque las medidas definitivas no se tomaron hasta que se produjo la Tragedia de Hillsborough en la que fallecieron 96 aficionados del Liverpool en el año 1989.
Como consecuencia del devastador incendio el Bradford City se vio obligado a jugar sus partidos de la temporada 85/86 y la primera vuelta de la 86/87 en otros estadios. Estos fueron el Odsal Stadium de Bradford (propiedad del Bradford Bulls), el Leeds Road (propiedad del Huddersfield Town) y en Elland Road (propiedad del Leeds United). El 14 de diciembre de 1986 y ante 15.000 espectadores se inauguró el nuevo estadio
En el año 2004 se volvieron a abrir las heridas a resultas de una campaña publicitaria de la empresa italiana Diadora (marca que vestía al equipo) que utilizó imágenes de la tragedia en una campaña publicitaria. El entonces vicepresidente del club Phillip Marshall hizo llegar su queja a la empresa, la cual accedió a la retirada de las imágenes.

## Homenajes
Algunos de los más famosos músicos británicos, bajo el nombre de "The Crowd" grabaron un sencillo para recaudar fondos para la fundación de víctimas de la tragedia, entre ellos se encontraba Sir Paul McCartney.
En los aledaños del estadio se instaló una escultura homenaje donada por la ciudad alemana de Hamm, hermanada con Bradford. Asimismo también se instaló una escultura donada por Sylvia Graucop. Finalmente en el primer partido de la temporada 2001/2002 se inauguró una placa con los nombres de los fallecidos en la tragedia.